# پارک ملی برشتسگادن
پارک ملی برشتسگادن (به آلمانی: Nationalpark Berchtesgaden) یک منطقهٔ مسکونی در آلمان است که در برشتس گادنرلند واقع شده‌است.